# Fryxellia
Fryxellia es un género monotípico perteneciente a la familia  Malvaceae cuya única especie es Fryxellia pygmaea, originaria de México y Estados Unidos. 
Fue descrita por David Martin Bates y publicada en Brittonia 26(1): 95-99, f. 1A, en el año 1974.

## Descripción
Es una herbácea cespitosa con pubescencia estrellada. Las hojas son pecioladas, simples, ovadas u oblongo-lanceoladas, de bordes serrados, miden unos 37 mm de largo por 20 mm de ancho. Las flores son axilares, solitarias con largos pedúnculos. El fruto es un esquizocarpio indehiscente.